# No3b (No Sleeves)
no3b (ノースリーブス, no suriibusu, transcription phonétique de No Sleeves - "« sans manches ») est un groupe pop féminin japonais, sous-groupe (unit) du populaire groupe AKB48.

## Histoire
La formation du groupe est annoncée le 3 septembre 2008. Le groupe est composé de trois membres de la Team A : Haruna Kojima, Minami Takahashi, et Minami Minegishi, qui sont représentées par la société de production Ogi. Il commence par sortir deux singles digitaux en 2008 sous le nom Persona (ペルソナ, Perusona) dans le cadre d'une série télévisée, avant de sortir ses disques suivants en tant que no3b.
Les trois membres ont également joué fin 2008 dans un drama intitulé Mendol, Ikemen Idol. Elle jouaient le rôle de trois chanteuses devant se travestir pour devenir un groupe d'idoles masculines très populaires, Persona. Elles interprétaient elles-mêmes la chanson du générique de début : 3 seconds. Celle de fin était Ōgoe Diamond des AKB48.

## Membres
- Haruna Kojima
- Minami Takahashi
- Minami Minegishi

## Discographie

### Albums
Album studio
1. 1er janvier 2011 :  no3b

### Singles
Persona
1. 1er novembre 2008 : 3seconds (single digital)
2. 19 décembre 2008 : Christmas Present (クリスマスプレゼント?) (single digital)

no3b
1. 26 novembre 2008 : Relax!
2. 18 mars 2009 : Tane (タネ?)
3. 25 novembre 2009 : Kiss no Ryuusei (キスの流星?)
4. 21 avril 2010 : Lie
5. 4 août 2010 : Kimi Shika (君しか?)
6. 2 mars 2011 : Answer
7. 29 juin 2011 : Kuchibiru Furezu… (唇 触れず・・・?)
8. 6 juillet 2011 : Perori to Pepero (ペロリとペペロ?) (single digital)
9. 28 décembre 2011 : Pedicure day (ペディキュアday?)
10. 16 janvier 2013 : Kirigirisu Jin (キリギリス人?)